# Bjelogrli tinamu
Bjelogrli tinamu (lat. Nothocercus julius) je vrsta ptice iz roda Nothocercus iz reda tinamuovki. 
Živi u vlažnim planinskim šumama. Rasprostranjen je u Južnoj Americi. Udomaćen je u Andama na dalekom zapadu Venecuele, u središnjoj Kolumbiji i južnom Peruu. Moguće je da ga ima i u Ekvadoru.
Dug je oko 38 centimetara. Hrani se plodovima s tla ili niskih grmova. Također se hrani i malom količinom manjih beskralježnjaka i biljnih dijelova. Mužjak inkubira jaja koja mogu biti od čak četiri različite ženke. Inkubacija obično traje 2-3 tjedna. 

## Vanjske poveznice
|  | Zajednički poslužitelj ima još gradiva o temi Nothocercus julius |
|  | Wikivrste imaju podatke o taksonu Nothocercus julius             |